# Elecciones de Carintia
Las elecciones de Carintia sirven para componer el parlamento estatal, que actualmente está formado por 36 escaños.

## Partidos políticos
Estos partidos políticos han formado parte del parlamento de Carintia desde 1945:
- Partido Socialdemócrata de Austria
- Partido Popular de Austria
- Partido de la Libertad de Austria
- Partido Comunista de Austria
- Partido Democrático de Austria

En negrita, se marcan los partidos que formaron gobierno en cada legislatura.
| Elecciones de Carintia de 1945 |        |      |         |
| Partido                        | Votos  | %    | Escaños |
| SPÖ                            | 87.573 | 48,8 | 18      |
| ÖVP                            | 71.279 | 39,7 | 14      |
| KPÖ                            | 14.521 | 8,1  | 3       |
| DPÖ                            | 5.953  | 3,3  | 1       |

| Elecciones de Carintia de 1949 |         |       |         |     |
| Partido                        | Votos   | %     | Escaños | +/- |
| SPÖ                            | 101.146 | 40,75 | 15      | 3   |
| ÖVP                            | 79.093  | 31,87 | 12      | 2   |
| VdU                            | 51.012  | 20,55 | 8       |     |
| KPÖ                            | 9.910   | 3,99  | 1       | 2   |

| Elecciones de Carintia de 1953 |         |       |         |             |
| Partido                        | Votos   | %     | Escaños | +/-         |
| SPÖ                            | 122.245 | 48,20 | 18      | 3           |
| ÖVP                            | 72.321  | 28,52 | 11      | 1           |
| VdU                            | 42.877  | 16,91 | 6       | 2           |
| VO                             | 10.337  | 4,08  | 1       | Sin cambios |

| Elecciones de Carintia de 1956 |         |       |         |             |
| Partido                        | Votos   | %     | Escaños | +/-         |
| SPÖ                            | 128.006 | 48,11 | 18      | Sin cambios |
| ÖVP                            | 86.996  | 32,70 | 12      | 1           |
| FPÖ                            | 41.722  | 15,68 | 5       | 1           |
| VO                             | 8.238   | 3,10  | 1       | Sin cambios |

| Elecciones de Carintia de 1960 |         |       |         |             |
| Partido                        | Votos   | %     | Escaños | +/-         |
| SPÖ                            | 126.091 | 48,51 | 18      | Sin cambios |
| ÖVP                            | 86.454  | 33,26 | 12      | Sin cambios |
| FPÖ                            | 38.736  | 14,90 | 5       | Sin cambios |
| KLS                            | 7.770   | 2,99  | 1       | Sin cambios |

| Elecciones de Carintia de 1965 |         |       |         |             |
| Partido                        | Votos   | %     | Escaños | +/-         |
| SPÖ                            | 133.955 | 49,29 | 18      | Sin cambios |
| ÖVP                            | 89.523  | 32,94 | 12      | Sin cambios |
| FPÖ                            | 36.494  | 13,43 | 5       | Sin cambios |
| KLS                            | 7.502   | 2,76  | 1       | Sin cambios |

| Elecciones de Carintia de 1970 |         |       |         |             |
| Partido                        | Votos   | %     | Escaños | +/-         |
| SPÖ                            | 151.978 | 53,10 | 20      | 2           |
| ÖVP                            | 92.938  | 32,47 | 12      | Sin cambios |
| FPÖ                            | 34.704  | 12,13 | 4       | 1           |

| Elecciones de Carintia de 1975 |         |       |         |             |
| Partido                        | Votos   | %     | Escaños | +/-         |
| SPÖ                            | 155.602 | 51,42 | 20      | Sin cambios |
| ÖVP                            | 98.020  | 32,39 | 12      | Sin cambios |
| FPÖ                            | 35.721  | 11,80 | 4       | Sin cambios |

| Elecciones de Carintia de 1979 |         |       |         |             |
| Partido                        | Votos   | %     | Escaños | +/-         |
| SPÖ                            | 162.739 | 53,95 | 20      | Sin cambios |
| ÖVP                            | 96.182  | 31,88 | 12      | Sin cambios |
| FPÖ                            | 35.332  | 11,71 | 4       | Sin cambios |

| Elecciones de Carintia de 1984 |         |       |         |             |
| Partido                        | Votos   | %     | Escaños | +/-         |
| SPÖ                            | 162.756 | 51,65 | 20      | Sin cambios |
| ÖVP                            | 89.094  | 28,27 | 11      | 1           |
| FPÖ                            | 50.321  | 15,97 | 5       | 1           |

| Elecciones de Carintia de 1989 |         |       |         |     |
| Partido                        | Votos   | %     | Escaños | +/- |
| SPÖ                            | 162.147 | 45,95 | 17      | 3   |
| FPÖ                            | 102.322 | 29,00 | 11      | 6   |
| ÖVP                            | 74.054  | 20,99 | 8       | 3   |

| Elecciones de Carintia de 1994 |         |       |         |     |
| Partido                        | Votos   | %     | Escaños | +/- |
| SPÖ                            | 130.768 | 37,37 | 14      | 3   |
| FPÖ                            | 116.419 | 33,27 | 13      | 2   |
| ÖVP                            | 83.224  | 23,79 | 9       | 1   |

| Elecciones de Carintia de 1999 |         |       |         |     |
| Partido                        | Votos   | %     | Escaños | +/- |
| FPÖ                            | 139.778 | 42,06 | 16      | 3   |
| SPÖ                            | 109.228 | 32,86 | 12      | 2   |
| ÖVP                            | 68.940  | 20,74 | 8       | 1   |

| Elecciones de Carintia de 2004 |         |       |         |             |
| Partido                        | Votos   | %     | Escaños | +/-         |
| FPÖ                            | 139.479 | 42,43 | 16      | Sin cambios |
| SPÖ                            | 126.325 | 38,43 | 14      | 2           |
| ÖVP                            | 38.256  | 11,64 | 4       | 4           |
| GRÜNE                          | 22.053  | 6,71  | 2       | 2           |

| Elecciones de Carintia de 2009 |         |       |         |             |
| Partido                        | Votos   | %     | Escaños | +/-         |
| BZÖ                            | 159.926 | 44,89 | 17      |             |
| SPÖ                            | 102.385 | 28,74 | 11      | 3           |
| ÖVP                            | 59.955  | 16,83 | 6       | 2           |
| GRÜNE                          | 18.336  | 5,15  | 2       | Sin cambios |

| Elecciones de Carintia de 2013 |         |       |         |     |
| Partido                        | Votos   | %     | Escaños | +/- |
| SPÖ                            | 120.396 | 37,13 | 14      | 3   |
| FPÖ                            | 54.634  | 16,85 | 6       | 6   |
| ÖVP                            | 46.696  | 14,40 | 5       | 1   |
| GRÜNE                          | 39.241  | 12,10 | 5       | 3   |
| TSÖ                            | 36.256  | 11,18 | 4       |     |
| BZÖ                            | 20.745  | 6,40  | 2       | 15  |

| Elecciones de Carintia de 2018 |         |       |         |     |
| Partido                        | Votos   | %     | Escaños | +/- |
| SPÖ                            | 140.994 | 47,94 | 18      | 4   |
| FPÖ                            | 67.538  | 22,96 | 9       | 3   |
| ÖVP                            | 45.438  | 15,45 | 6       | 1   |
| TK                             | 16.667  | 5,67  | 3       | 1   |

| Elecciones de Carintia de 2023 |         |       |         |             |
| Partido                        | Votos   | %     | Escaños | +/-         |
| SPÖ                            | 117.962 | 38,94 | 15      | 3           |
| FPÖ                            | 74.329  | 24,53 | 9       | Sin cambios |
| ÖVP                            | 51.637  | 17,04 | 7       | 1           |
| TK                             | 30.549  | 10,08 | 5       | 2           |

- Datos: Q5827585
- Multimedia: Elections in Carinthia / Q5827585